# Way Timah
Way Timah is een bestuurslaag in het regentschap Ogan Komering Ulu Selatan van de provincie Zuid-Sumatra, Indonesië. Way Timah telt 374 inwoners (volkstelling 2010).